# Yagun

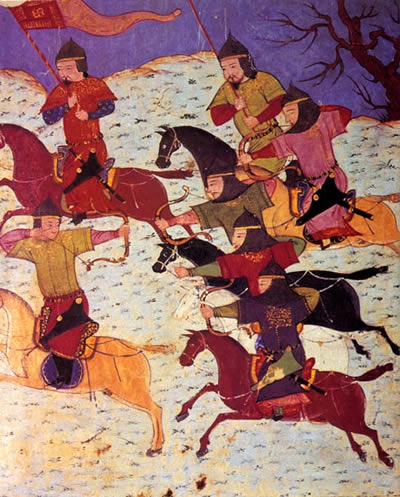
Cavalieri mongoli in una illustrazione medievale.

Lo Yagun era, al tempo della grande espansione mongola, l'unità da cento uomini dell'esercito mongolo, corrispondente alla decima parte di un Minghaan. Ogni Yagun era diviso in dieci Arban.
I comandanti degli Yagun avevano una Paitze d'argento a segnalare il loro rango. 